# Community Service
Community Service (в пер. с англ. Общественные работы) — микстейп американского электронного дуэта The Crystal Method, вышедший 23 июля 2002 года.

## Об альбоме
На альбоме представлены несколько ремиксов композиций The Crystal Method, а также ремиксы, подготовленные самими участниками дуэта для таких известных исполнителей как Garbage, P.O.D., Orbital и Rage Against the Machine. В связи с положительной реакцией как музыкальных критиков, так и фанатов The Crystal Method, в 2005 году был выпущен второй микстейп Community Service II.

## Список композиций
1. Ils — «No Soul (PMT Remix)» — 4:17
2. Evil Nine — «Cake Hole» — 5:50
3. Stir Fry — «Breakin on the Streets (False Prophet Remix)» — 3:54
4. Koma + Bones — «Morpheus (Meat Katie and Dylan Rhymes Mix)» — 3:41
5. Orbital — «Funny Break (One Is Enough) (Plump DJ’s Mix)» — 5:20
6. Elite Force — Curveball — 4:00
7. Dastrix — Dude in the Moon (Luna Mix) — 6:04
8. The Crystal Method — Name of the Game (Hybrid’s LA Blackout Remix) — 5:49
9. P.O.D. — «Boom (The Crystal Method Remix)» — 3:31
10. Ceasefire — «Trickshot» — 3:16
11. Rage Against the Machine — «Renegades of Funk (The Crystal Method Remix)» — 3:55
12. Garbage — «I Think I’m Paranoid (The Crystal Method Remix)» — 5:23
13. The Crystal Method — «Wild, Sweet and Cool (Static Revenger Mix)» — 4:24
14. Force Mass Motion vs. Dylan Rhymes — «Hold Back» — 4:37
15. The Crystal Method — «You Know It’s Hard (Koma + Bones Remix)» — 6:40
16. Scratch-D vs. H-Bomb — «The Red Pill» — 3:24

## Позиции в чартах
| Чарт (2002)            | Высшая позиция |
| ---------------------- | -------------- |
| Top Independent Albums | 15             |
| Top Electronic Albums  | 5              |
| Billboard 200          | 160            |